# Jachtrecht

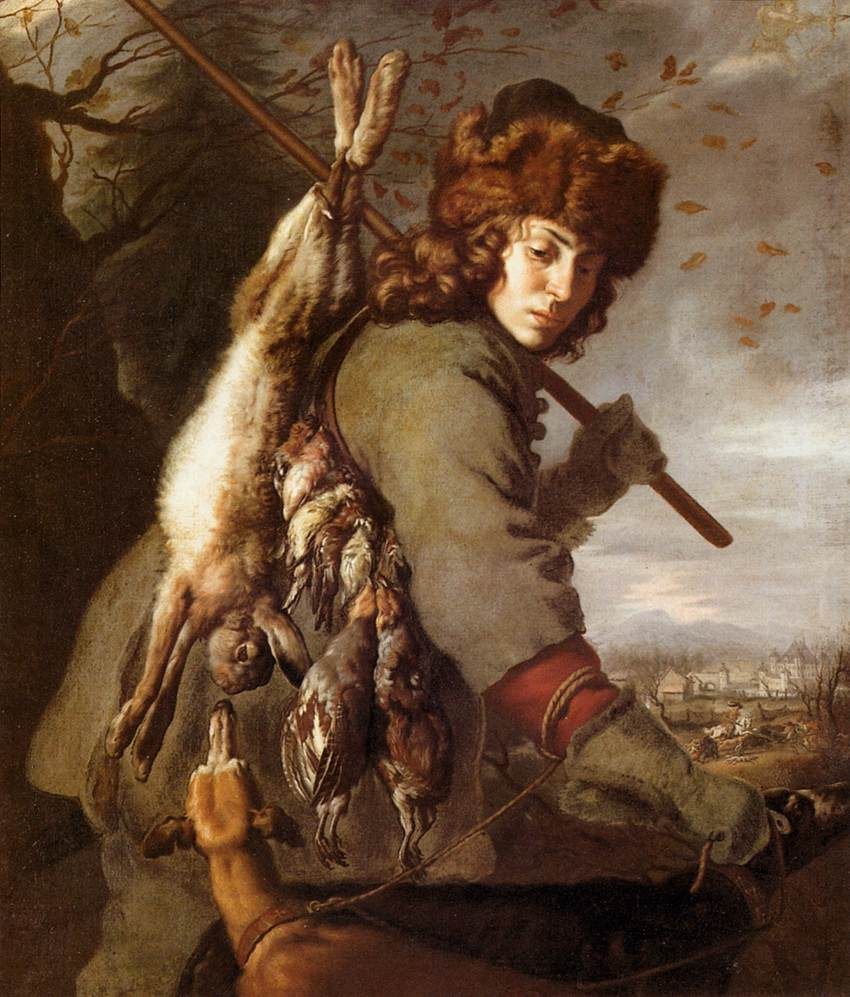
November 1643

Het jachtrecht is het recht dat van toepassing is op de uitoefening van de jacht in een bepaald gebied met uitsluiting van anderen. 
In het begin van onze jaartelling had de eigenaar van de grond het jachtrecht. In het feodale tijdperk was het jachtrecht een heerlijk recht. Als het recht verbonden was aan een heerlijkheid of een havezate had alleen de eigenaar recht van jagen. Dat gold slechts voor klein wild. Onder Karel V alleen voor veldhoenderen. In de tijd van Philips II mocht er ook op hazen worden gejaagd. Het jagen op grofwild was voorbehouden aan de landheer. Deze stelde daarvoor een jagermeester, meestal een riddermatige, als toezichthouder aan. 
Na de afzwering van Philips II in 1581 werd in het Kwartier van de Veluwe het jachtrecht uitsluitend aan de ridderschap toegewezen. De adel beschouwde de jacht als een exclusief privilege voorbehouden aan de adel. De jacht werd gebruikt om de onderlinge band binnen de adel te versterken.
Einde zeventiende eeuw bleek dat het jachtrecht zich niet meer beperkte tot de adel. In 1680 kwamen de ridderschap en de steden van het Kwartier Zutphen overeen dat ook personen die fatsoenlijke ampten bekleedden, mochten deelnemen. Zij dienden wel minimaal 14 gulden aan verponding te betalen.

## Afschaffing heerlijke jachtrechten in Nederland
In 1798 werden de heerlijke jachtrechten afgeschaft. In 1814 werden deze rechten weer hersteld om ten slotte in 1923 met de invoering van de jachtwet als een van de laatste van de heerlijke rechten definitief te worden afgeschaft. De nieuwe Jachtwet is van 1954, laatstelijk gewijzigd 1978, en behartigt drie belangen: de landbouw, bescherming van wildsoorten en de jacht als actieve recreatie. Sinds 1852 is het jachtrecht in Nederland gekoppeld aan het eigendomsrecht. Jachtrechten kunnen worden verpacht. In Nederland mag men niet jagen zonder geldige jachtakte. De Nederlandse wetgeving omtrent de jacht is sinds 1 januari 2018 vastgelegd in Wet natuurbescherming.